# Totogol
El Totogol (acrònim de Totalizzatore dei gol) és un concurs italià organitzat per l'Administració de Monopolis de l'Estat (Amministrazione Autonoma dei Monopoli di Stato) (AAMS). El sistema de premis i participació està regulat pel reglament del 19 de juny de 2003 del Ministeri Italià d'Economia i Finances, als seus articles 35 i posteriors.
El joc va ser creat al Comitè Olímpic Nacional Italià el 1992 (partint un concurs similar ja existent a Svezia), i fou instituït per primera vegada a nivell nacional italià el 2 d'octubre de 1994, després d'algunes fases de testeig realitzades a Milà. Pàdua i Roma l'11 de setembre del mateix any.